# Donje Ratkovo (Ribnik)
Pour les articles homonymes, voir Donje Ratkovo.
Donje Ratkovo (en serbe cyrillique : Доње Ратково) est un village de Bosnie-Herzégovine. Il est situé dans la municipalité de Ribnik et dans la république serbe de Bosnie. Selon les premiers résultats du recensement bosnien de 2013, il compte 129 habitants.
Après la guerre de Bosnie-Herzégovine et à la suite des accords de Dayton (1995), le territoire du village, qui faisait partie de la municipalité de Ključ a été partiellement rattaché à la municipalité de Ribnik, nouvellement créée et intégrée à la République serbe de Bosnie.

## Démographie

### Évolution historique de la population dans la localité
| 1948 | 1953 | 1961  | 1971  | 1981  | 1991   | 2013 |
| ---- | ---- | ----- | ----- | ----- | ------ | ---- |
| -    | -    | 1 201 | 1 766 | 1 422 | 1 068, | 129  |

|  |